# Jiří Hutečka
Jiří Hutečka (*1979) je český historik a vysokoškolský pedagog. Působí na Univerzitě Hradec Králové a zaměřuje se zejména na dějiny 19. století, první světovou válku, americkou občanskou válku a dějiny maskulinity.

## Životopis
V letech 1998 až 2004 vystudoval obor Historie na Katedře historie Filozofické fakulty Univerzity Palackého v Olomouci, tamtéž v letech 2004 až 2008 získal titul Ph.D. z obecných dějin. Při dělání doktorátu byl zaměstnán na Katedře sociálních věd a práva na Univerzitě obrany v Brně. Od roku 2011 působil na Filozofické fakultě Univerzity Hradec Králové jako odborný asistent, o dva roky později se stal ředitelem Historického ústavu. Roku 2018 získal titul docenta českých a československých dějin na FF UHK. V roce 2020 předal funkci ředitele Historického ústavu Zdeňku Beranovi. Je členem redakční rady časopisu Historie a vojenství a časopisu Východočeské listy historické.